# Overlord II
Overlord II è un videogioco di ruolo del 2009, sviluppato da Triumph Studios e pubblicato da Codemasters per PlayStation 3, Xbox 360 e Windows.
Tutte le versioni sono state pubblicate in Nord America il 23 giugno 2009, in Europa il 26 giugno e in Australia il 9 luglio. In quelle date sono stati pubblicati anche gli spin-off Overlord: Dark Legend per Wii e Overlord: Minions per Nintendo DS.

## Caratteristiche
Seguito diretto di Overlord, il gioco è ambientato in un mondo di fantasia dove i giocatori assumono il ruolo dell'Overlord, un misterioso guerriero malvagio, il cui obiettivo è conquistare l'Impero Glorioso (parodia dell'Impero romano) grazie al suo esercito di Serventi (piccole creature simili a dei gremlin).
La storia è stata scritta da Rhianna Pratchett (figlia dello scrittore Terry Pratchett), mantenendo un tono satirico e un certo umorismo nero nei riguardi dell'ambientazione - e del genere - fantasy.
Come nel gioco precedente, i Serventi sono di quattro tipologie diverse: i Marroni, i Rossi, i Verdi e i Blu.

## Trama
Dopo che il vecchio Overlord è rimasto bloccato nell'Abisso Infernale, il Nucleo della Torre Oscura, fonte di energia della torre stessa, è esploso e la torre è andata in rovina, causando un grande cataclisma nella zona circostante, che si è trasformata in una landa desolata popolata da creature investite dall'energia magica rilasciata dopo l'esplosione. Il cataclisma ha inoltre portato a un'epidemia magica che decima molte civiltà, causando in esse l'odio verso le creature magiche. I Serventi sono migrati dalle terre dell'antica torre prima del cataclisma, perché il figlio dell'Overlord e la sua signora erano spariti. Così, le quattro razze dei Serventi migrano agli Inferi, ma una dopo l'altra esse si perdono, a eccezione dei Marroni che continuano nella loro ricerca.
Circa cinque anni dopo il cataclisma, i Marroni, capitati nelle fredde lande di Nordburgo, si imbattono in un bambino soprannominato "Streghino", odiato da tutti gli altri perché dotato di poteri magici, scontroso e solitario; dal bagliore nei suoi occhi, i Serventi riconoscono la crudeltà del loro padrone e quindi capiscono di avere di fronte a loro il suo figlio ed erede, così lo aiutano a fuggire dal villaggio. All'ingresso sono però presenti le forze di Borius, governatore del villaggio e uno dei figli di Solarius, sovrano dell'Impero Glorioso, una nazione che, sfruttando il terrore della gente nei confronti della magia, si pone come obiettivo la soppressione di tutte le creature magiche per fare spazio a un futuro di opulenza e felicità; grazie alle Sentinelle, guardiani che sono in grado di rilevare la magia, affermano inoltre di essere a conoscenza di una creatura magica all'interno del villaggio. Per non rischiare di mettere in pericolo gli abitanti, il capovillaggio getta Streghino oltre il cancello, lasciandolo alla mercé dei soldati dell'Impero; il bambino riesce a contrastarne le forze, controllando anche uno yeti, ma finisce congelato insieme al mostro in un lago ghiacciato. I Serventi riescono a riprenderlo e lo conducono nella sua nuova dimora, gli Inferi, in cui è presente una riproduzione rovesciata della Torre Oscura; qui il bambino cresce istruito nelle vie del male dal consigliere Gnarl, diventando così il nuovo Overlord. Una volta adulto, decide di trovare i nidi degli altri Serventi per ricreare l'esercito del padre e contrastare quello dell'Impero Glorioso. 
Percorrendo i territori di caccia di Nordburgo per raccogliere Forza vitale, l'Overlord scaccia i cacciatori dalle terre e si scontra con degli elfi esploratori capitanati dal "prode" Floriano Cuorverde, luogotenente di Fatia, regina degli elfi. Scoperta l'esistenza di un santuario sotterraneo protetto dagli elfi, l'Overlord vede che essi si sono impadroniti del nido dei Rossi, in loro custodia perché reputati ostili; l'Overlord li libera e mette in fuga gli elfi, dichiarando loro guerra.
Conquistato il santuario, l'Overlord si dirige verso Nordburgo, governato da Borius, muovendo le sue forze all'attacco della città, e scopre che Kelda, sua unica amica di infanzia, è stata costretta a sposare Borius, che la tratta come una schiava. L'Overlord sconfigge il governatore (decidendo di farlo suo schiavo oppure ucciderlo), prende il controllo di Nordburgo e fa di Kelda la sua prima moglie.
Impadronitosi di una zona portuale, nella quale rincontra il capovillaggio (decidendo di schiavizzarlo insieme agli altri abitanti o di vendicarsi facendo esplodere una riserva di pece che inquinerà il luogo), l'Overlord prende possesso di una nave e salpa verso Luce Perenne, la grande isola dimora degli elfi. Una volta aperte le porte, però, l'Overlord viene attaccato da un enorme ragno sugli scogli e naufraga sull'isola. Esplorandola, capisce che l'Impero ha sottomesso anche l'isola degli elfi, facendone un luogo di villeggiatura per i patrizi, e la regina Fatia ha trovato l'ultimo santuario e vi ha portato gli ultimi elfi rimasti liberi per trovarvi riparo. Aiutato dai Serventi Verdi che abitano la giungla dell'isola, l'Overlord riesce a impadronirsi del loro nido, conquista la città principale e sconfigge la regina dei ragni, facendo dei suoi figli le cavalcature dei Serventi Verdi. Libera poi Gemma, una bella patrizia schiava dei centurioni imperiali e accusata di essere una creatura magica per le sue doti seduttive, e ne fa la sua seconda moglie, per poi sconfiggere la reggente di Luce Perenne (schiavizzandola o uccidendola) e assumere il controllo della città.
Grazie alle informazioni fornitegli da Gemma, l'Overlord riesce a infiltrarsi nei territori imperiali. Superate le prime difese e distrutto il palazzo del senatore Terribilio (decidendo se schiavizzarlo oppure ucciderlo), riesce a introdursi nei bassifondi di Città Imperiale, la capitale dell'Impero Glorioso, una fogna a cielo aperto gremita di schiavi e batraci giganti, e da lì, a entrare nelle segrete dell'Arena, dove l'Impero imbandisce spettacoli cruenti in cui gli schiavi vengono massacrati da bestie. Qui scopre il nido dei Serventi Blu, che venivano usati nei combattimenti, ma nel tentativo di recuperarli cade in una trappola tesagli da Solarius e Marius, il fratello gemello di Borius, e viene fatto prigioniero e gettato nell'Arena dove è costretto a combattere contro unicorni inferociti e i mostruosi Gargantua, lottatori mutanti, sotto gli occhi dei patrizi. L'Overlord riesce però a sconfiggere le creature dell'Impero e scatena il panico nell'Arena, distruggendo il palco reale, quindi ritorna negli Inferi e pianifica la disfatta dell'Impero.
Una volta ripreso il nido dei Blu, l'Overlord esplora la landa desolata dove un tempo sorgeva la Torre del suo predecessore, ora divenuta un'arida pianura ricoperta di una strana melma blu magica. Addentratosi nella landa, l'Overlord scopre che nel luogo sono nascosti i cittadini imperiali esiliati con l'accusa di essere contaminati dalla magia. Proseguendo, si imbatte in un gruppo di soldati imperiali che cercano di combattere contro un nemico invisibile: Floriano, il luogotenente degli elfi. Sconfitti gli imperiali, egli rivela che la regina Fatia è disposta a firmare un patto di alleanza, in cambio dell'aiuto di Floriano, che guiderà l'Overlord per la landa alla ricerca dei frammenti del Nucleo dell'antica torre, un artefatto magico di immenso potere tale da poter annientare lo scudo magico di Città Imperiale. Una volta ritrovati tutti i frammenti, l'Overlord e Floriano vengono però circondati dagli imperiali, e il primo è costretto alla ritirata mentre l'altro viene fatto prigioniero. Tornato al santuario con il Nucleo rigenerato, l'Overlord vede che, per ridare energia al Nucleo, è costretto a prelevare energia magica dal santuario, distruggendolo, e da Fatia stessa; l'Overlord tuttavia ricostituisce l'elfa con la sua magia malvagia, rendendola così crudele e spietata, ed ella decide di diventare la terza moglie dell'Overlord (o altrimenti uccisa per diventare un fantasma).
Ricaricato il Nucleo, l'Overlord si prepara ad assediare Città Imperiale. Dopo aver disintegrato lo scudo magico della città sacrificando il Nucleo, fa irruzione con il suo esercito e in breve conquista la metropoli. Qui incontra il capo delle Sentinelle, che rivela la sua vera identità: Vilma, la Signora del precedente Overlord, nonché sua madre; ella spiega di essersi ritrovata a condurre il figlio via dalla Torre per poi lasciarlo a Nordburgo, dove riteneva sarebbe stato al sicuro, tutelato dai Serventi. Una volta entrato nel palazzo di Solarius, ritrova Floriano, il quale confessa che è in realtà privo di poteri magici e per questo discriminato dai suoi simili; tentò, tempo prima, di rubare il Nucleo dall'antica torre nella speranza di ottenerli, ma innescò involontariamente la sua esplosione, generando il cataclisma e la conseguente pestilenza. L'elfo rivela infine di essere Solarius stesso: dichiara di aver approfittato del caos venutosi a creare per prendere il potere e formare l'Impero Glorioso, e sterminando le creature magiche voleva raccogliere tanta energia magica da diventare una divinità, in modo da estinguere una volta per tutte il suo complesso di inferiorità nei confronti della sua stessa stirpe. Floriano/Solarius non riesce però a contenere tutta l'energia che ha raccolto e, contro il suo volere, genera un mostro fatto di magia pura, il Divoratore, che divora lui e Marius. Nonostante tutto, l'Overlord riesce a ostacolare la bestia e ad assorbire l'energia magica di Floriano, impedendo dunque la sua ascensione a divinità.
Morto Solarius, Vilma rivela che fu lei ad aiutare Floriano a entrare nella Torre Oscura e insieme a lui costruì l'Impero, ritenendolo uno strumento capace di legare insieme le genti e di creare una sorta di nuova età dell'oro, nella speranza che egli sarebbe stato un sovrano giusto, e invece Floriano si rivelò essere anche peggiore del suo compagno; Vilma comprende che il figlio è purtroppo un male necessario, e ammette il suo sbaglio. La vicenda si conclude con l'Overlord trionfante e il suo consigliere Gnarl che lo elogia; poco dopo, però, quest'ultimo rivela che lui sta seguendo gli ordini del precedente Overlord e aspetta il momento giusto per poterlo evocare dall'Abisso, ricordando come suo consueto che il male troverà sempre un modo.

## Personaggi
L'Overlord: il nuovo Signore del Male, figlio del precedente Overlord e della sua signora. Egli viene esiliato sin dalla nascita presso Nordburgo, dove è conosciuto con l'epiteto di "Streghino" dagli abitanti per la sua indole maligna e per i suoi poteri sovrannaturali. Recuperato dai Serventi, egli viene allevato come Signore del Male da Gnarl, e pianifica la riconquista delle terre appartenute al padre.
L'antico Overlord: il padre dell'Overlord attuale. Egli fu il potentissimo e malvagio Overlord che molti anni prima ricostruì l'antica Torre Oscura, sconfisse i sette eroi e conquistò i vari reami. Dopo la sconfitta del suo predecessore, sparì nell'Abisso Infernale dopo la battaglia con il Dio Dimenticato. Egli cerca di scappare dal regno in cui è confinato e ha gli spiriti dell'Abisso al suo comando.
Imperatore Solarius: il sovrano dell'Impero Glorioso, sempre coperto da una maschera aurea, ha una vita misteriosa alle spalle e due figli adottivi, Borius e Marius. Altezzoso e superbo, desidera eliminare tutte le creature magiche, poiché considerate pericolose.
Gnarl: il più anziano dei Serventi e il consigliere dell'Overlord. Dopo anni al servizio del precedente Overlord, è riuscito a trovare il degno erede del Male in suo figlio e lo ha istruito nelle vie delle Male. Tuttavia, egli è realmente leale solo all'antico Overlord.
Kelda: una ragazza del villaggio di Nordburgo, nonché l'unica a non provare timore per lo "Streghino", quando questi erano bambini. Anni dopo, lo aiuta nella sua conquista e diviene la sua prima moglie.
Gemma: una fascinosa arrampicatrice sociale dell'Impero, accusata di stregoneria dalle matrone imperiali e in seguito salvata dall'Overlord. Conoscendo l'Impero, ricopre il ruolo d'informatrice del Signore Oscuro e diviene la sua seconda moglie.
Fatia: la regina degli elfi di Luce Perenne, di indole buona e dotata di grandi poteri magici. L'Overlord avrà la possibilità di ucciderla, rendendola un fantasma, oppure risparmiarla, trasformandola in un'elfa malvagia con i suoi poteri. In entrambi i casi, ella diviene la sua terza moglie.
Vilma("Rose" nella versione originale): la signora dell'antico Overlord. Vilma era, all'inizio, una guaritrice di indole buona e ossessionata dall'ordine, che accettò di diventare la compagna dell'Overlord nella speranza di guidarlo verso l'ordine. In seguito alla scomparsa di quest'ultimo, Vilma dette alla luce suo figlio, che, essendo destinato a essere malvagio come il padre, decise di relegarlo in esilio a Nordburgo, accudito dai Serventi, in modo da assicurare la caduta dell'impero malvagio dell'Overlord. Condusse Floriano nella Torre Oscura, causando così il grande cataclisma che getterà le basi dell'Impero Glorioso e divenne sua moglie, speranzosa del fatto che egli potesse dimostrarsi un sovrano giusto e buono.
Floriano Cuorverde/Solarius: un condottiero elfico, fedelissimo a Fatia, che disprezza l'Impero e l'Overlord. Si rivelerà, però, l'esatto contrario di ciò che mostra d'essere, quando si dichiarerà come Imperatore Solarius. Fu lui a causare il grande cataclisma anni or sono, guidato da Vilma nel tentativo di avere poteri, ma il Nucleo diventò instabile (visto che può essere usato solo dall'Overlord) ed esplose, causando il grande cataclisma.
Marius: il figlio di Solarius. Parla spesso a nome del padre e, malgrado l'Impero dia la caccia alla magia, non esita a utilizzarla per teletrasportarsi da un luogo all'altro. È alto e magro, ha un'orribile dentatura e indossa un monocolo all'occhio destro. È sempre in competizione con il gemello Borius.
Borius: fratello gemello di Marius e figlio di Solarius. Viene proclamato governatore di Nordburgo dopo l'invasione dell'Impero. Costringe Kelda a sposarlo con la forza. È grasso, brutto, basso e con denti orribili. È sempre in competizione col gemello Marius. È possibile schiavizzarlo o ucciderlo.
I Serventi: i fedeli servitori dell'Overlord da tempo immemorabile. Non sono molto intelligenti e si suddividono in 4 tribù: Marroni (che fungono fa truppe d'assalto), Rossi (immuni alle fiamme e con poteri legati al fuoco), Verdi (assassini esperti nell'arte della furtività, praticamente invisibili e velocissimi, nonché immuni al veleno), e Blu (maestri nelle arti magiche, resuscitano i Serventi morti e immuni al blob magico); sono generati tramite la Forza Vitale degli altri esseri viventi caduti.
- Marroni: sono i più resistenti in combattimento, possono utilizzare le armi e gli oggetti rubati ai nemici o sottratti ai morti. Sono i più adatti al combattimento corpo a corpo. La loro tana assomiglia a un'arena di combattimento. Sono i primi Serventi disponibili.

- Rossi: sono i Serventi del fuoco, ed è per questo che possono attraversare senza problemi i muri di fiamme. Purtroppo, non sono molto resistenti, ed è meglio lasciarli nelle retrovie, per usarli come arcieri. Infatti, i Rossi sono in grado di lanciare delle sfere di fuoco. La loro tana è costituita da una grande fontana di lava liquida, simile ad una testa di drago. Si ottengono prelevando il loro nido dal santuario elfico di Nordburgo.

- Verdi: sono i Serventi spia: possono rendersi invisibili quando sono immobili e attraversare le nubi venefiche. Hanno la particolarità di saper assalire alle spalle il nemico. La loro tana è una specie di palafitta di canne con liane e foglie morte. Il nido dei Verdi è reperibile nella fortezza elfica di Luce Perenne, occupata dall'Impero Glorioso.

- Blu: sono i maghi nelle file dell'Overlord. Essi sono gli unici Serventi in grado di nuotare. Possono scagliare incantesimi, ma non hanno corazza e fanno danni scarsi; la loro più grande abilità è, però, quella di saper resuscitare i compagni morti. Se sono mantenuti in movimento diventano invisibili agli occhi del nemico. La loro tana è una grande cascata decorata con possenti pietre recanti simboli magici. Il loro nido è custodito nelle segrete dell'Arena dell'Impero Glorioso.